# 愛知県道36号阿蔵本宿線
愛知県道36号阿蔵本宿線（あいちけんどう36ごう あぞうもとじゅくせん）は、愛知県豊田市（旧東加茂郡下山村）から同県岡崎市に至る元主要地方道である。現在は国道473号に統合されている。

## 概要

### 路線データ
- 起点：愛知県東加茂郡下山村阿蔵（現在：豊田市阿蔵町）
- 終点：愛知県岡崎市本宿町
  - 延長：約36.5 km

## 沿革
- 1993年5月：廃止 愛知県道38号蒲郡本宿線とともに国道473号の一部に組み込まれる。

## 路線状況

### 別名
- 樫山街道（岡崎市）

## 地理

### 通過する自治体
- 愛知県
  - 東加茂郡下山村（現豊田市）
  - 額田郡額田町（現岡崎市）
  - 岡崎市

### 接続する道路
- 愛知県道337号菅沼平瀬線 重複区間
- 愛知県道363号善夫大沼線 重複区間
- 国道301号（挙母街道） 重複区間
- 愛知県道35号岡崎設楽線（作手街道） 旧重複区間
  - 旧愛知県道38号蒲郡本宿線（現国道473号）に接続

### 交差する道路
- 国道420号
- 愛知県道331号一色小久田線
- 愛知県道35号岡崎設楽線（作手街道） 旧重複区間
- 愛知県道335号南大須鴨田線
- 愛知県道333号切山夏山線
- 愛知県道37号岡崎清岳線（男川せせらぎ道）（月秋交差点）
- 国道1号（本宿駅東交差点）

### 沿線・周辺

#### 豊田市
- 豊田市立阿蔵小学校（閉校）
- 阿蔵簡易郵便局
- 愛知県警察足助警察署阿蔵駐在所
- 野原川観光センター
- あいち豊田農業協同組合 営農部下山ライスセンター

#### 岡崎市
| - 切山公民館 - 赤田和城 - 赤田和公民館 - 小久田川 - 毛呂川 - 乙川 - 形埜支所（現・岡崎市役所 形埜出張所） - 形埜郵便局 - 日近城 - 額田町立形埜小学校 - 専念寺 - 柳田公民館 - 桜形神社 | - 柳田城 - 根裏隧道 - 大川城 - 大高味川 - 須佐之男神社 - 南大須公民館 - 額田ゴルフ倶楽部 - 老人ホーム額田の里 - おおだの森 - 鬼沢公民館 - ユーアンドアイ - 保健センター | - 男川 - 額田町役場（現・岡崎市役所 額田支所） - 岡崎市消防本部 東消防署本署額田出張所 - 豊富第二保育園 - 額田郵便局 - ヤマト運輸額田宅急便センター - 岡崎東部工業団地 - 人間環境大学 - あいち三河農業協同組合 本宿支店 - 岡崎市立本宿小学校 - 岡崎市立本宿保育園 - 名鉄名古屋本線 本宿駅 |